# カリコレ (衛星)
カリコレ（英語：Kallichore、確定番号：Jupiter XLIV）は木星の第44衛星である。
2003年2月6日に、スコット・S・シェパードが率いるハワイ大学の観測チームによって発見され、S/2003 J 11 という仮符号が与えられた。観測にはすばる望遠鏡、カナダ・フランス・ハワイ望遠鏡、ハワイ大学の望遠鏡が用いられた。衛星の発見は、その他の新しい木星の衛星の発見とあわせて、2003年3月7日に小惑星センターのサーキュラーで公表された。その後2005年3月30日に、ギリシア神話のムーサイの1人 Kallichore に因んで命名され、Jupiter XLIV という確定番号が与えられた。
カリコレの見かけの等級は23.7であり、アルベドを0.04と仮定した場合、カリコレの直径はおよそ 2 km と推定される。また、密度を 2.6 g/cm3 と仮定した場合、質量はおよそ 1.5 ×1013 kg と推定される。カリコレは、木星から2300万km前後の距離を逆行軌道で公転し、軌道傾斜角が 165° 前後の不規則衛星のグループであるカルメ群に属している。